# Helgi G. Thordersen
Helgi Guðmundsson Thordersen, född 8 april 1794 i Reykjavik, död 4 december 1867, var en isländsk biskop.
Helgi dimitterades från latinskolan på Bessastaðir 1813, flyttade året därpå till Köpenhamn och avlade teologisk examen 1819. Samma år återvände han till Island och undervisade under den följande vintern barn i Reykjavik. År 1820 blev han präst i Saurbæ på Hvalfjarðarströnd, förflyttades 1825 till Odda i Rangárvallasýsla och blev året därpå häradsprost. År 1836 blev han domkyrkopräst i Reykjavik och var 1846–1866 biskop över Island som efterträdare till Steingrímur Jónsson.
Vid alltingets återupprättelse 1843 blev Helgi kungavald medlem av detta och deltog som sådan i dess samtliga sammanträden till 1865, liksom han också hade säte i den med anledning av den isländska författningsfrågan särskilt sammankallade församlingen 1851. Han hade inte någon större betydelse inom det politiska livet, men hade ett visst inflytande på det kyrkliga lagstiftningsarbetet under alltingets första sammanträden, liksom vid latinskolans flyttning från Bessastaðir till Reykjavik och prästskolans inrättande. Han stiftade, genom insamling i hela landet, en fond för behövande prästänkor År 1883 utgavs en samling predikningar av honom, vilken anses tillhöra det främsta inom den isländska uppbyggelselitteraturen under 1800-talet.